# Друга нормална форма
Друга нормална форма јесте нормална форма која се користи у поступку нормализацији базе података. Друга нормална форма је изведена из прве нормалне форме. Дефинисао ју је Едгар Франк Код.

## Парцијална функцијска зависност
Нека су X, Y и Z подскупови релације R. Ако за функцијску зависност X → Y постоји неки прави подскуп Z од X, за који важи Z → Y, тада се каже да је зависност X → Y парцијална.

## Дефиниција
За шему релације R се каже да је у другој нормалној форми, ако над њоме не постоји ниједна функцијска зависност по којој неки некључни атрибут парцијално зависи од било ког кандидат кључа.

## Објашњење и примери
Нека нам је уз шему релације дат и скуп њених функцијских зависности. Када се врши провера да ли је дата релација у другој нормалној форми, тада се посматрају све њене функцијске зависности и тражи се услов из дефиниције. Када наиђемо на такву функцијску зависност, тада се на основу правила нормализације врши декомпозиција дате табеле на мање. Ово значи да се тежи ка потпуној функцијској зависности, елиминишући било које парцијалне зависности у табели.
Посматрајмо сада следећу табелу (релацију) и њен скуп функционалних зависности испод:
- AUTOR = (SifA, SifN, Ime, Koji)
- F = {SifA,SifN → Ime,Koji; SifA → Ime}

Подразумева се да са десне стране знака за зависност, →, стоје и они атрибути са леве, јер зависе од сами себе. Због тога се они не пишу са десне стране, него подразумевају. Нека нам је познат и кандидат-кључ ове релације, SifA,SifN. Њега смо директно могли да уочимо из скупа функцијских зависности, јер од њега зависе сви атрибути у табели, па он једнозначно одређује сваки ред табеле. У скупу F, прва зависност очито није проблематична, јер се ради о зависности атрибута од кандидата-кључа. Зато, посматрајмо зависност SifA → Ime. Како је кандидат-кључ SifA,SifN, лако се уочава да је SifA његов подскуп, те се закључује да се ради о парцијалној зависности. На основу овога, врши се декомпозиција на две табеле - прву са атрибутима из ове зависности и другу која садржи све атрибуте сем онога са десне стране споменуте парцијалне зависности. Провером се закључује да смо добили табеле у другој нормалној форми:
- AUTOR1 = (SifA, Ime), F1 = {SifA → Ime}
- AUTOR2 = (SifA, SifN, Koji), F2 = {SifA,SifN → Koji}

Дакле, уклоњена је нежељена парцијална функцијска зависност.